# Димитър Зограф
 Тази статия е за иконописеца.  За други хора със същото име вижте Димитър Христов.  
Димитър Христов Зограф е български художник-иконописец от Самоковската школа, син на Христо Димитров, по-голям брат и учител на Захари Зограф. През 1822 година се жени за Християния, дъщеря на виден самоковски първенец. Повечето от седемте им деца Зафир (1823), Никола (1828), Атанас (1831), Захарий (1834), Иван (1840), Домна (1843) и Павел (1847) стават живописци.
Димитър Зограф почти никога не подписва произведенията си и те невинаги могат да бъдат установени със сигурност. Явно той е рисувал иконостасните икони в църквите „Св. Неделя" в Пловдив (ок. 1836), „Св. Богоридица" в Скопие (1838), „Св. Никола" в Плевен (1847) и в Троянския манастир (ок. 1840), както и част от стенописите в главния храм на Рилския манастир (ок. 1845). Последната му (по изключение подписана) творба е един стенопис в самоковската църква „Св. Никола" (1860).
Предполага се, че някои от иконите в църквата „Свети Атанасий“ в Оризари са рисувани от Димитър Зограф заради стиловите характеристики. Предполага се също така, че негови са три недатирани икони в построената в 1917 година църква „Свети Георги“ в Кочани.

## Памет
На Димитър Доспевски е наречена улица в квартал „Младост 1“ в София (Карта).

## Изследвания
- Василиев, Асен. Български възрожденски майстори: живописци, резбари, строители.   София, „Наука и изкуство“, 1965. с. 322 – 330.
- Свинтила, В. Икони от Самоковската школа. С., 1979, 52, 54 – 55, 58 – 61, 64 – 68.
- Генова, Е., М. Стойкова (ред.) Димитър Христов Зограф от Самоков (CD-Rom). С., 2007.
- Митрева, Н., И. Патев, Л. Николов, Димитър Христович Зограф 1796 – 1860. Самоков, 2011.
- Генова, E. Второто поколение зографи от Самоковската живописна школа: Димитър Христов Зограф, Йоан Николов Иконописец, Костадин Петрович Вальов. С., 2012, 13 – 150.